# MatPat
Matthew Robert „MatPat“ Patrick (* 15. November 1986 in Medina, Ohio) ist ein US-amerikanischer Webvideoproduzent. Er ist vor allem für die Serie Game Theory bekannt, die er seit 2011 auf dem YouTube-Kanal The Game Theorists veröffentlicht. In dieser Serie analysiert er Videospiele und erklärt an ihnen verschiedene wissenschaftliche Themen. Im Jahr 2015 gründete er einen weiteren Kanal namens The Film Theorists auf dem er Filme und Serien analysiert. Weiterhin gründete er 2020 den Kanal The Food Theorists und 2023 den Kanal The Style Theorists, auf denen er sich nach demselben Prinzip mit Lebensmitteln (fiktional und echt), sowie Style auseinandersetzt. Außerdem gehört ihm ein Livestream-Kanal namens GTLive auf dem er Videospiele spielt und mit seinen Fans interagiert. Alle Kanäle betreibt er zusammen mit seiner Frau, Stephanie Patrick.
Patrick kreierte 2017 außerdem eine Serie namens MatPat’s Game Lab auf YouTube Red. Zusätzlich zu seinen eigenen Projekten leitet er zusammen mit seiner Frau die Firma Theorist Inc., die Firmen und Personen im Umgang mit dem Internet im Allgemeinen und YouTube im Besonderen berät und ihnen zeigt wie sie erfolgreiche YouTube-Kanäle gründen können.

## Leben
Matthew Patrick ist das einzige Kind von Robert und Linda Patrick. Die Familie hat polnische und tschechoslowakische Wurzeln. Patrick wuchs in Medina auf und ging dort auf die Medina High School. Er schloss im Dezember 2009 sein Studium in Psychologie und Theater summa cum laude an der Duke University ab und zog danach nach New York City um Arbeit als Schauspieler zu suchen. Auch als Regisseur, Fernsehproduzent und Programmierer bewarb er sich, ohne je eine längerfristigen Stelle bekommen zu können, bevor er Game Theory schuf.
Patrick heiratete am 19. Mai 2012 Stephanie Claire Patrick (* 1986 in North Carolina, USA, geb. Cordato), die er während seiner Zeit an der Duke University kennengelernt hatte. Aus dieser Ehe hat er einen Sohn, der 2018 geboren wurde.
Seit Oktober 2016 ist Patrick ein Mitglied der Universal Life Church. Er vollzog dies, um einen seiner Mitarbeiter trauen zu können. Er spricht fließend Französisch und hat Grundkenntnisse in Arabisch. Seit seiner Zeit an der Duke University ist Patrick Mitglied der Studentenvereinigung Phi Beta Kappa.

## Karriere

### YouTube
Am 23. August 2009 eröffnete Patrick den YouTube-Kanal MatthewPatrick19 und benutzte ihn in seinen ersten Jahren um Videos seiner Theateraufführungen zu veröffentlichen. Der Kanal wurde später in The Game Theorists umbenannt.

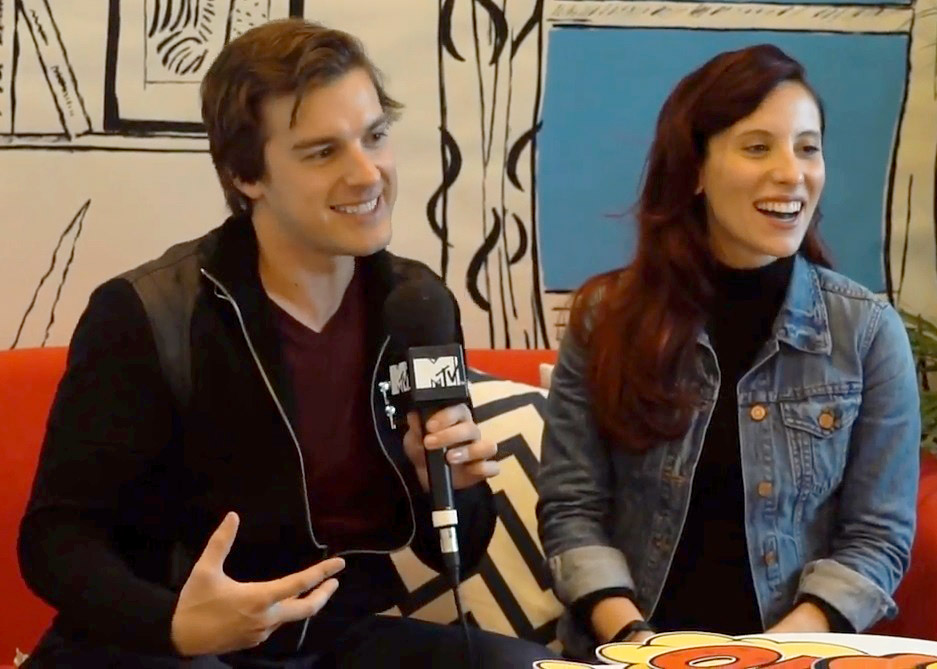
Matthew Patrick mit seiner Frau auf MTV (2018)

Am 14. April 2011 lud Patrick einen Trailer für eine Serie namens Game Theory hoch. Die erste Folge von Game Theory, in der es um die Zeitreisen im Spiel Chrono Trigger ging, wurde am 18. April 2011 veröffentlicht. Er ließ sich dabei von der Webserie Extra Credits inspirieren, im Speziellen von der Episode über Tangentiales Lernen. Im Folgenden wurden viele weitere Episoden veröffentlicht, die Videospiele sowohl aus wissenschaftlicher, als auch aus Sicht der Handlung untersuchten. Auch Metaanalysen des Videospielmarkts und der Plattform YouTube sind Teil von Game Theory. Die Serie erfreute sich bald großer Popularität und wurde auch auf ScrewAttack! und GameTrailers stark verbreitet.
Im Juni 2011 wurde Patrick von Ronnie Oni Edwards, dem Betreiber des Podcasts Random Internet Encounters interviewt, der kurz darauf ein Angebot als Editor für Game Theory zu arbeiten annahm, was ihn zum ersten bezahlten Mitarbeiter des Kanals machte, der vorher nur von Patrick und seiner Frau betrieben wurde. Nach der 22. Episode von Game Theory entschied Patrick die Serie fortan nicht mehr außerhalb von YouTube zu veröffentlichen.
Im Jahr 2012 fing Patrick an den Inhalt seines Kanals zu diversifizieren, indem er zwei neue Serien startete. Die erste war das von Michael „GaijinGoomba“ Sundland präsentierte Game Exchange (dt. Spieleaustausch), welches sich mit kulturellen Inhalten in Videospielen auseinandersetzte und die zweite Digressing & Sidequesting (dt. Abschweifen & Nebenquesten) von Ronnie Edwards, die das Design von Videospielen analysierte. Beide Serien existierten vorher schon auf den persönlichen Kanälen von Edwards und Sundland und liefen dort auch parallel weiter. Game Exchange wurde 2014 durch das deutlich kürzere Culture Shock (dt. Kulturschock) ersetzt, das ebenfalls von Sundland produziert wurde. Culture Shock selbst endete schließlich im Oktober 2017 ersatzlos. Digressing & Sidequesting wurde nach Edwards’ Tod im Juli 2018 eingestellt, hatte aber schon seit Oktober 2016 kein neues Video mehr erhalten.
Mit den neuen Serien bekam der Kanal einen immensen Popularitätsanstieg, der dazu führte, dass er von 100.000 Abonnenten im März 2013 zu 500.000 Abonnenten im September 2013 anstieg und noch im Dezember desselben Jahres 1.000.000 Abonnenten erreichte. In diesem Jahr wurden einige der wichtigsten Videos des Kanals produziert, unter anderem eine Theorie, dass der Protagonist von The Legend of Zelda: Majora’s Mask die ganze Handlung über tot sei und das Spiel seine Transition durch die fünf Phasen des Kübler‐Ross‐Modells repräsentiere, die zusammen mit PeanutButterGamer präsentiert wurde.
Ende Dezember 2013 wurden zwei weitere Partner, Drake „TrailerDrake“ McWhorter und Kenny „DBZKenny“ Landefeld in den Kanal aufgenommen. Sie produzierten die Serie Crossover, die Verbindungen zwischen verschiedenen Videospielwelten suchte. Crossover wurde Ende 2014 aus unbekannten Gründen eingestellt. Kurz vorher begann McWhorter eine weitere Serie namens Smash History, in der er die Movesets von Charakteren aus der Kampfspielreihe Super Smash Bros. erklärte. Smash History lief bis Juli 2016.
Am 24. Oktober 2014 lud Patrick einer Episode von Game Theory über Five Nights at Freddy’s hoch, einem Indie‐Survival‐Horror‐Spiel, das zu der Zeit auf YouTube sehr populär wär. Das Video wurde schon kurz nach seiner Veröffentlichung zum meistgesehenen auf dem Kanal und machte Matthew Patrick in der Folge zu einem wichtigen Bestandteil der Five‐Nights‐at‐Freddy’s‐Community. Er machte auch über alle weiteren Teile der Reihe Videos, die alle sowohl positiv als auch negativ in der Community rezipiert wurden.
Im Februar 2015 wurde Ryder „Footofaferret“ Burgin, der auch als Editor für Game Theory arbeitete, zu einem weiteren Partner von The Game Theorists. Burgin hatte bereits seit 2013 die Videoreihe A Brief History, in der er einen Überblick über die Geschichte von Personen und Sachen in wenigen Minuten gibt auf seinem persönlichen Kanal produziert. Auf The Game Theorists lud er danach alle Episoden der Serie über Videospielreihen hoch. Im September 2017 gab Burgin bekannt, The Game Theorists mit sofortiger Wirkung zu verlassen und A Brief History nur noch auf seinem eigenen Kanal zu produzieren.
Die anhaltende Beliebtheit von Game Theory verleitete Patrick dazu, weitere neue Projekte auszuprobieren. Daher starteten im Jahr 2015 zwei neue Serien, die anders als alle bisherigen auf Live Action basierten und deutlich aufwendiger produziert waren als andere Videos des Kanals. Die erste davon war Deadlock am 17. Februar 2015. In dieser Serie debattiert Patrick jede Folge ein umstrittenes Thema aus der Welt der Videospiele mit einem Gast, wobei die Frage am Ende der Episode immer den Zuschauern überlassen wird. Über die Zeit führte Deadlock zu einer Vielzahl an kontroversen Folgen mit hohen Klickzahlen und konnte mehrere bekannte Personen als Gäste gewinnen, darunter Jirard Khalil vom YouTube‐Kanal The Completionist und Reggie Fils‐Aimé, den Präsidenten von Nintendo of America. Die zweite neue Serie war Reality Check, eine Show in der Patrick Situationen und Aktionen aus Videospielen, wie die Fassrolle aus Star Fox in der Realität ausprobierte. Nur zwei Episoden von Reality Check wurden produziert, wobei MatPat’s GameLab als Nachfolger gilt.
Ebenfalls 2015 debütierte die Matthew Patrick die Serie Film Theory auf dem neuen Kanal The Film Theorists, nachdem Fans von Game Theory schon lange nach einer ähnlichen Videoreihe über Filme gefragt hatten. Der Kanal wurde schon am 12. Mai 2014 gegründet, aber das erste Video, in dem es um den Auserwählten in den Harry‐Potter‐Filmen ging, kam erst im Juni 2015 raus. The Film Theorists war ein äußerst erfolgreicher Kanal und erreichte schon weniger als einen Monat nach der Veröffentlichung der ersten Episode von Film Theory 1.000.000 Abonnenten. Auch auf diesem Kanal wurden außer Film Theory verschiedene Serien veröffentlicht, die jedoch alle irgendwann eingestellt wurden, darunter Did You Know Movies, eine auf Filme ausgerichtete Version von Did You Know Gaming, bei der Trivia über verschiedene Filme präsentiert wurde, Frame by Frame, welches technischen Details in Filmen analysierte und Film Legends, in der einzelne Filme durchgegangen werden um den besten Film überhaupt zu finden.
Am 26. August 2015, demselben Tag an dem YouTube Gaming debütierte, fing Patrick an auf The Game Theorists zu streamen, wobei die Livestreams GTLive genannt wurden. In diesen Streams, in denen Patrick und seine Frau üblicherweise zusammen auftreten, werden Videospiele und andere Spiele gespielt, auf Videos reagiert oder mit Fans interagiert. Auch andere Mitarbeiter des Kanals, wie Jason Parker, Chris Widin, Dan Lerner, Meredith Levine und Amy Roberts haben häufige Auftritte in den Livestreams, die schnell eine Vielzahl an Insiderwitzen und Bräuchen entwickelten. Um die Livestreams zu archivieren, wurde im September 2015 der Kanal GTLive eröffnet. Im Oktober 2015 wurden die Livestreams Montags ein Teil von YouTube Gaming Primetime. Seit Oktober 2018 finden die Streams auf dem GTLive‐Kanal statt und nicht mehr auf The Game Theorists. GTLive ist eine der größten Livestream‐Serien auf YouTube.
Im Dezember 2015 debütierte auf The Game Theorists eine weitere neue Serie von Retrospektiven über Videospielserien namens Break Down, die von Forrest „Furst“ Lee präsentiert wurde. Im Oktober 2017 wurde Break Down eingestellt.
Das Spiel Undertale führte im Jahr 2016 zu zwei der kontroversesten Folgen von Game Theory überhaupt. In der ersten Theorie über das Spiel, die am 9. Februar 2016 veröffentlicht wurde, legte Patrick eine Theorie vor, dass der Undertale‐Charakter Sans in Wirklichkeit Ness aus dem Spiel Earthbound sei. Dies wurde vielerseits als lächerlich abgetan, wobei die Faktenbasis auf der Theorie basierte als äußerst dünn und die Präsentation als manipulativ kritisiert wurde. Ein zweites Video über Undertale vom 5. Juli 2016 war eine längere Erklärung darüber, warum Patrick Papst Franziskus einen Code für Undertale geschenkt hatte, als er im Rahmen einer Veranstaltung von YouTube in den Vatikan eingeladen war. Diese Aktion wurde als sinnlos und Verschwendung des Treffens kritisiert, wobei Patrick sich damit verteidigte, dass das Geschenk symbolisch gewesen sei und auch viele Sachthemen mit dem Papst besprochen worden seien.
Patrick kündigte im Mai 2016 eine von YouTube gesponserte Serie namens MatPat’s GameLab an, die exklusiv für YouTube Red produziert wurde. Das Konzept der Serie ähnelte stark dem von Reality Check, in den verschiedenen Episoden wurden jeweils Situationen aus Videospielen in die Realität umgesetzt. GameLab bekam eine Staffel mit neun Episoden, die im Juni und Juli 2016 herauskamen und wurde zu einer der erfolgreichsten und bestbewerteten Serien auf YouTube Red.
Im Dezember 2016 begann eine weitere neue Serie namens The SCIENCE! (dt. Die WISSENSCHAFT) auf The Game Theorists, die von Austin Hourigan präsentiert wird und Geschehnisse und Konzepte aus Videospielen auf ihre wissenschaftliche Möglichkeit untersucht. Die Serie wurde von dem Kanal ShoddyCast übernommen.
Der Kanal The Game Theorists erreichte im Mai 2018 10.000.000 Abonnenten. Am 25. Juli 2018 erklärte Patrick in einem vielfach als emotional beschriebenen Video, dass Ronnie Edwards, der langjährige Editor von Game Theory durch Selbstmord zu Tode gekommen sei. Patrick beschrieb ihn als einen der wichtigsten Mitarbeiter des Kanals.
Am 9. Januar 2024 kündigte er auf The Game Theorists an, dass er am 9. März des gleichen Jahres sein letztes Video moderieren wird, danach sollen andere Mitglieder seines Teams die Kanäle weiterführen. Patrick will weiterhin eine kreative Rolle übernehmen.

### Sonstiges
Im August 2011, einige Monate nach der Erstveröffentlichung von Game Theory begann Patrick eine Stelle als freier Produktionsassistent bei g‐NET, wo er unter anderem an Marketingkampagnen für große Videospiele mitarbeitete. Im Januar 2012 wechselte er zur Reviewtopia.net, einem Internetforum, wo er als Berater für Digitale Strategie angestellt war.
Zwischen Juni 2012 und Juli 2013 arbeitete Patrick bei der Firma Big Frame, der er unter anderem half, die Sichtbarkeit ihrer Videos zu erhöhen und wo er den YouTube‐Algorithmus eingehend analysierte. Danach war er erst einige Monate als YouTube‐Kanal‐Manager bei Break Media angestellt und danach Leiter der Inhaltsstrategie bei dem Multi-Channel-Network Defy Media.
Im August 2014 gründete Patrick zusammen mit seiner Frau die Firma Theorist Inc., über die er seitdem andere Firmen und Personen über die Funktionsweise des Internets und vor allem von YouTube berät. Diese Dienste wurden unter anderem von Lego, Condé Nast, Electronic Arts und Viacom in Anspruch genommen.
Nachdem Defy Media sich im November 2018 auflöste, beteiligte sich Patrick an einer Kampagne, die die Funktionsweise und Arbeitspraxis der Firma und von Multi‐Channel‐Networks allgemein scharf kritisierte. Patrick beschuldigte Defy Media ein Ponzi‐Schema betrieben zu haben, indem die Firma ihre Marktstellung ausgenutzt habe um die YouTuber, mit denen es gepartnert war, um hohe Geldsummen zu betrügen. Patrick rief den Liquidationsverwalter von Defy Media, Ally Financial, dazu auf, dafür zu sorgen, dass die YouTuber die 1,7 Millionen US‐Dollar, die Defy Media unterschlagen habe, zurückerhielten. Ally wies die Forderungen mit dem Verweis darauf, dass es selbst Geld verlieren werde, ab.

## Soziales Engagement
Im November 2018 sammelte Matthew Patrick in einem Benefizlivestream über 190.000 US‐Dollar Spenden für die Brain & Behavior Research Foundation.
Im Dezember 2019 führte Matthew Patrick auf seinem Kanal The Game Theorists in Kooperation mit einer Vielzahl anderer Kanäle, darunter Markiplier, TheOdd1sOut, TheCompletionist, Rosanna Pansino und NateWantsToBattle einen weiteren, neunstündigen Benefizlivestream durch um Geld für das St. Jude’s Children’s Hospital zu sammeln. Auf dem Stream wurde unter anderem ein neues Spiel der Five‐Nights‐at‐Freddy’s‐Reihe, Freddy in Space 2, vorgestellt, das Scott Cawthon eigens für diesen Anlass programmiert hatte. Insgesamt konnten über 1,3 Millionen US‐Dollar gesammelt werden.
Patrick ist ein Partner der Make‐A‐Wish‐Foundation.

## Filmographie

### Schauspieler
- 2016: The Runner, als Moderator[24]
- 2016: MatPat’s GameLab als sich selbst
- 2017: Transformers: Titans Return als Computron[25]
- 2018: Transformers: Power of the Primes, als Swoop
- 2018–2019: Escape The Night als The Detective
- 2023: Five Nights at Freddy’s als Ness, der Kellner

### Produzent
- 2016: MatPat’s GameLab (2 Episoden)

## Auszeichnungen
- 2013 YouTube Creator Award: Silberner Play Button, für The Game Theorists
- 2013 YouTube Creator Award: Goldener Play Button, für The Game Theorists
- 2015 YouTube Creator Award: Silberner Play Button, für The Film Theorists
- 2015 YouTube Creator Award: Goldener Play Button, für The Film Theorists
- 2015 YouTube Creator Award: Silberner Play Button, für GTLive
- 2016 YouTube Streamy Award in der Kategorie Gaming, für The Game Theorists
- 2016 YouTube Streamy Award in der Kategorie Virtuelle Realität und 360°, für MatPat’s GameLab
- 2017 YouTube Creator Award: Goldener Play Button, für GTLive
- 2017 YouTube Streamy Award in der Kategorie Editing, für The Game Theorists
- 2018 YouTube Creator Award: Diamantener Play Button, für The Game Theorists
- 2019 YouTube Streamy Award in der Kategorie Gaming, für The Game Theorists